# Ludvig III (kejsare)
Ludvig den blinde, Ludvig III av Heliga romerska riket av tysk nation, född omkring 880, död 28 juni 928, var kung av Provence från 887, kung av Italien från 900 och kortvarigt helig romersk kejsare.

## Biografi
Ludvig var son till kung Boso av Provence och Cisjuranska Burgund och Ermengard av Italien, dotter till Ludvig II.
Ludvig efterträdde 887 fadern i Burgund och utropades 899 av Berengar I:s motparti till kung av Italien samt kröntes 901 av påven till romersk kejsare. 902 besegrades han dock av Berengar och blev senare tillfångatagen av denne och bländad, varmed han förlorade synen.  
Hans son Karl Konstantin dog barnlös (före 947), undanträngd från Burgunds tron av sin förmyndare, Hugo av Arles.